# Rhyparioides metelkana
Rhyparioides metelkana is een vlinder uit de familie van de spinneruilen (Erebidae), onderfamilie beervlinders (Arctiinae). De wetenschappelijke naam van de 
soort is voor het eerst geldig gepubliceerd in 1861 door Lederer.
Deze nachtvlinder komt voor in Europa.